# Ю Асагири
Юрико Такано (яп. 高野夕里子 Такано Юрико) (21 июля 1956 года - 27 октября 2018 года) — мангака из Токио, известная под псевдонимом Ю Асагири (пишется либо あさぎり夕, либо 朝霧夕, асагири ю:). Дебютировала в сфере профессиональной манги в 1977 году в журнале Nakayoshi. В 1987 г. получила премию издательства «Коданся» в области сёдзё за работу Nanairo Magic («Семь цветов магии»).
Также публиковалась в журналах Shoujo Friend, Bessatsu Friend, в последние годы переключилась на эротическую мангу. Известна хентай-мангой Midnight Panther (яп. ミッドナイトパンサー), которая публиковалась в журнале Comic NORA в 1995 году.

## Список работ

### Сёдзё
- 1979: Aoi Uchuu no Runa (яп. 青い宇宙のルナ), публиковалась в журнале Nakayoshi[5]
- 1979: Hanashishuu Kodemari ni Yosete (яп. 花詩集こでまりによせて), публиковалась в журнале Nakayoshi
- 1980: Kirakira Hoshi no Daiyogen (яп. きらら星の大予言), публиковалась в журнале Nakayoshi
- 1980: Watashi no Koi wa Hoshi Makase (яп. わたしの恋は星まかせ), публиковалась в журнале Nakayoshi
- 1981: Aitsu ga Hero! (яп. あいつがHERO!), публиковалась в журнале Nakayoshi
- 1982: Kocchi Muite Love! (яп. こっちむいてラブ!), публиковалась в журнале Nakayoshi
- 1984: Apple Dream (яп. アップルどりぃむ), публиковалась в журнале Nakayoshi
- 1984: Ashita Kara no Hero (яп. あしたからのHERO), публиковалась в журнале Nakayoshi
- 1984: Shoki Tanpenshuu (яп. あさぎり夕初期短編集), публиковалась в журнале Nakayoshi
- 1985: Akogare Boukensha (яп. あこがれ冒険者), публиковалась в журнале Nakayoshi
- 1986: Nanairo Magic (яп. なな色マジック), публиковалась в журнале Nakayoshi
- 1989: Ai Boy (яп. アイ・BOY), публиковалась в журнале Nakayoshi
- 1989: Sotsugyou Shashin (яп. 卒業写真), публиковалась в журнале Nakayoshi и Nakayoshi DX
- 1990: Minmin! (яп. ミンミン!), публиковалась в журнале Nakayoshi
- 1990: Onnanoko no Fushigi (яп. 女の子の不・思・議), публиковалась в журнале Shoujo Friend
- 1991: Kon na Panic (яп. コンなパニック), публиковалась в журнале Nakayoshi
- 1991: Kurenai Densetsu (яп. 紅伝説), публиковалась в журнале Shoujo Friend
- 1992: Alice no Jikan (яп. アリスの時間), публиковалась в журнале Nakayoshi
- 1992: Himawari Nikki (яп. ひまわり日記), публиковалась в журнале Nakayoshi
- 1993: Kyasshu na Kankei (яп. キャッシュな関係), публиковалась в журнале Shoujo Friend
- 1994: Eve no Subete (яп. イブのすべて)
- 1994: Oneesan no Jijou (яп. お姉さんの事情), публиковалась в журнале Bessatsu Friend
- 1995: B.B. Tengoku (яп. B.B.天国), публиковалась в журнале Bessatsu Friend
- 1995: Yume de Aetara (яп. 夢であえたら), публиковалась в журнале Shoujo Friend
- 1999: Choppiri Kiken na Love Kouza (яп. ちょっぴり危険なラブ講座)
- 2005: Kimi wa Ai wo Utau (яп. 君は愛を歌う), публиковалась в журнале Margaret

### Яой
- 1995: Knock o 3-kai (яп. ノックを３回), публиковалась в журнале Hanaoto[5]
- 1997: Second Love (яп. セカンド・ラブ), публиковалась в журнале Hanaoto
- 1998: Lonely Soldier (яп. ロンリー・ソルジャー)
- 1999: Lover’s Kiss (яп. ラヴァーズキス)
- 1999: Gogo no Ihoujin Yaoi (яп. 午後の異邦人), публиковалась в журнале Magazine Be x Boy
- 2000: Miserarete (яп. 炽热冰心贵公子)
- 2002: Hitomi no Giwaku (яп. 瞳のギワク)
- 2001: Hitomi no Honne (яп. 瞳のホンネ)
- 2004: Joouheika no Oniwaban (яп. 女王陛下のお庭番)
- 2003: Kin no Cain (яп. 金のカイン), публиковалась в журнале Magazine Be x Boy[6]
- 2010: Mister Secret Floor (яп. Mr.シークレットフロア), публиковалась в журнале Be x Boy Gold